# Krpeľany
Krpeľany (em húngaro: Kerpelény) é um município da Eslováquia, situado no distrito de Martin, na região de Žilina. Tem 13,89 km² de área e sua população em 2018 foi estimada em 1.080 habitantes.

## Demografia
| Ano:        | 1994 | 2004   | 2014   | 2024   |
| ----------- | ---- | ------ | ------ | ------ |
| Broj ljudi: | 1062 | 1094   | 1106   | 1059   |
| Razlika:    |      | +3,01% | +1,09% | -4,24% |

| Ano:               | 2023 | 2024   |
| ------------------ | ---- | ------ |
| Número de pessoas: | 1062 | 1059   |
| Diferença:         |      | -0,28% |